# Thiên Long (công ty)
Thiên Long (tên chính thức: Công ty Cổ phần Tập đoàn Thiên Long, tên tiếng Anh: Thienlong Group) là công ty chuyên về văn phòng phẩm, dụng cụ mỹ thuật của Việt Nam. Công ty được thành lập vào năm 1981 tại Thành phố Hồ Chí Minh, tiền thân là Cơ sở bút bi Thiên Long. Trong khoảng từ năm 2012 - 2016, Thiên Long chiếm 60% thị phần ngành sản xuất văn phòng phẩm tại Việt Nam.

## Lịch sử
Năm 1981, Cơ sở bút bi Thiên Long được thành lập, đây là tiền thân của thương hiệu ngày nay. Năm 1996, công ty đổi tên thành Công ty Trách nhiệm hữu hạn Sản xuất và Thương mại Thiên Long và năm 2005 thì đổi thành Công ty Cổ phần Sản xuất và Thương mại Thiên Long. Năm 2008, công ty đổi tên như hiện tại.

## Sản phẩm
Công ty có bốn dòng sản phẩm chính là: bút viết, dụng cụ học tập, dụng cụ văn phòng và dụng cụ mỹ thuật.
Tính đến năm 2019, công ty sở hữu các nhãn hiệu con là: Thiên Long (truyền thống), Bizner, Colokit, Điểm 10 và Flexoffice.
- Thiên Long: Dòng sản phẩm truyền thống, bao gồm bút bi, bút dạ, bút đánh dấu, bút xóa, vở giấy, dụng cụ học sinh và văn phòng, v.v.
- Bizner: Dòng sản phẩm hướng đến doanh nhân, bao gồm bút bi, bút mực, bút nước, bút chì, mực, v.v.
- Colokit: Bút màu vẽ, sáp màu, bút chì, tẩy, v.v.

## Giải thưởng và danh hiệu
- Năm 2018, Thiên Long đạt danh hiệu "Hàng Việt Nam chất lượng cao" do người dùng bình chọn, đây là năm thứ 22 liên tiếp công ty đạt danh hiệu này kể từ năm 1997.
- Top 50 công ty kinh doanh hiệu quả nhất Việt Nam năm 2018 (tạp chí Forbes bình chọn, năm thứ 6 liên tiếp, 2013 - 2018)
- Giải Thương hiệu quốc gia năm 2018 của Việt Nam